# Theodor Vasilescu
Theodor Vasilescu (Dumitru-Theodor Vasilescu; n. 28 octombrie 1932, Bistrița – d. 8 februarie 2024, București) a fost coregraf, expert în dansul românesc și de caracter, cercetător și culegător de folclor și dans tradițional, autor de scenarii și spectacole din sfera creației tradiționale, autor al sistemului de notare grafică a dansului și mișcării. Aria sa de activitate cuprinde realizarea de coregrafii și spectacole din folclorul autohton sau al altor etnii, la ansambluri din România sau din alte țări. O parte importantă a activităților sale a fost predarea dansurilor românești la cursuri și workshopuri sau clase de măiestrie și perfecționare organizate de grupuri și societăți de dansuri din România și din alte țări sau de academii de dans din țară și din străinătate.
La 14 decembrie 1966, lui Theodor Vasilescu i s-a conferit titlul de artist emerit, pentru „realizări deosebite în domeniul artei coregrafice”.

## Viața și activitatea
La vârsta de 16 ani, în 1948, Theodor Vasilescu făcea parte din formația coregrafică a Ansamblului Artistic al Tineretului (care tocmai luase ființă). Formarea și antrenamentul dansatorilor erau făcute prin dansul clasic, metodă folosită la toate ansamblurile profesioniste care începeau să apară în acea perioadă (licee de coregrafie nu existau). În acei ani Theodor Vasilescu a realizat, prin studiile de dans clasic, baza educației sale coregrafice, necesară mai tîrziu devenirii sale de coregraf, mulțumită exigenței maestrei Aurelia Săuțeanu, coregrafa ansamblului, elevă și prietenă a celebrei Floria Capsali.
Cerințele repertoriului pentru lucrări inspirate din arta tradițională autohtonă au determinat necesitatea unor deplasări documentare în vetre folclorice din diferite zone ale României, în scopul culegerii de jocuri, costume și informații legate de tradiții și obiceiuri. În calitatea sa de asistent coregraf a fost nelipsit de la aceste culegeri. Pentru Theodor Vasilescu a fost prilejul providențial să cunoască creația tradițională din zone și arii diferite, să întâlnească marea diversitate a jocului românesc, să afle mobilul care generează și perpetuează această artă de care va fi legat și care îl va pasiona toată viața. Din timpul acelor ani ai tinereții, studiul fenomenului dans l-a preocupat în măsura în care a devenit colecționar de folclor coregrafic, căutând, cu timpul, să cuprindă cât mai multe culegeri din arealul jocului românesc.
Până în anul 1958 Theodor Vasilescu a fost dansator și asistent coregraf la Ansamblul Tineretului, azi „Tinerimea Română”, iar performanțele dansatorilor au fost recunoscute atât prin premiile și medaliile obținute la Concursul Internațional al Festivalurilor Mondiale ale Tineretului (Berlin-1951, București -1953, Varșovia-1955, Moscova -1957, Viena -1959) cât și prin succesele spectacolelor și turneelor din țară. 
Din 1959 până în 1994, Theodor Vasilescu a fost coregraful și a condus timp de 34 de ani secția de dans a Ansamblului Tineretului, azi Ansamblul „Tinerimea Română” din București.
Din 1964 până în 1994 a condus secția coregrafică a Centrului Național pentru Conservarea și Promovarea Culturii Tradiționale. În această funcție a făcut multiple studii și cercetări de teren, lărgind aria acestora și editând noi culegeri de dansuri și tradiții.
În aceeași perioadă, a colaborat cu renumitele ansambluri profesioniste „Ciocârlia”, „Doina”, „Perinița” unde a pus în scenă tablouri ample și montări coregrafice pretențioase.
Între anii 1977 și 1985 a fost coregraful și a condus secția coregrafică a renumitului Ansamblu Artistic Profesionist "Rapsodia Română". Azi cele mai cunoscute ansambluri profesioniste de folclor: "Junii Sibiului", "Doina Gorjului", "Baladele Deltei", "Mureșul", "Transilvania" au în repertoriul curent spectacole și coregrafii ale lui Theodor Vasilescu.
O parte importantă a activităților sale a fost predarea dansurilor românești la cursuri și workshopuri sau clase de măiestrie și perfecționare organizate de grupuri și societăți de dansuri internaționale din România și din alte țări / continente, sau de academii de dans din țară și din străinătate. A ținut cursuri în Europa (Olanda, Germania, Belgia, Norvegia, Suedia, Finlanda, Elveția, Italia, Spania), în SUA (Stockton Camp, Mainewoods Camp, Mendocino Camp, și la diferite grupuri în California de Sud și de Nord, Alaska, New Mexico, Oregon, Minnesota, Texas, Maine, Massachusetts, Pennsylvania, New Jersey, Florida, Virginia, Ohio, Washington DC, New-York), în Japonia, Canada (Quebec, Ontario, Alberta, Saskatchewan), în Hong-Kong și înTaiwan.
Theodor Vasilescu a realizat coregrafii pentru ansambluri profesioniste de dans din străinătate: "INTERNATIONAAL FOLKLORISTISCH DANSTHEATER" din AMSTERDAM - Olanda, Ansamblul National de Folclor "LES SORTILEGES" din MONTREAL- CANADA, Ansamblul "VINOK" din EDMONTON - CANADA, Asamblul "AMAN" din Los Angeles- SUA, Ansamblul "BUDLET" din Hong-Kong, ca și pentru mai multe alte ansambluri de dans din SUA, Norvegia, Olanda, Germania, Spania. Theodor a realizat mari spectacole internaționale în aer liber ca cel de la " World Folklore Festival" organizat de C.I.O.F.F la "FOLKLORIADA" din Brunssum - Olanda și cel de la Festivitățile Nilului în Sudan.
Fiind solicitat de cunoscuți regizori, Theodor Vasilescu a realizat apreciate colaborări la cunoscute teatre dramatice: Teatrul Național „Ion Luca Caragiale” din București, Teatrul „Ion Creangă” din București și Teatrul „Excelsior” tot din București, „Theatre du gros caillou” din Caen-Franța, Teatrul Nottara și Teatrul de revistă „Ion Vasilescu” din București și Teatrul „Alexandru Davila” din Pitești.
În 1984 și 1985 a fost invitat să facă parte din staful de profesori al „Internationale Sommerakademie des Tanzes” (Academia Internațională de vară a Dansului) de la Koln – Germania pentru a preda studenților cursul său de dans de caracter.
În 1991, la solicitarea Ministerului Învațamântului și Cercetării din Olanda, a făcut parte, ca specilist pentru dansul etnic și de caracter, din Comisia de Evaluare a învațământului coregrafic la Academiile de Dans din Amsterdam, Utrecht, Arnhem, Tilburg și Rotterdam, alături de alți profesori și specialiști din Statele Unite, Anglia, Olanda, cunoscuți pe plan internațional, fiecare în specialitățile clasic, modern-contemporan, expresie, etc,.
A predat mai mulți ani cursul de caracter și dans românesc la secția de coregrafie a Institutului de Teatru și Film din București.
Theodor Vasilescu a fost președintele Asociației Coregrafilor Ansamblurilor Folclorice din România. 
Theodor Vasilescu a fost inginer, absolvent al Institutului Politehnic din Galați din 1956, dar a decis în 1964 să continue "full time", ca profesie, dansul și cercetarea folclorului. Cunoștea și vorbea fluent limbile: franceză, engleză, olandeză, germană și rusă.
În 2 februarie 2024, în urma unui accident vascular, a trecut în neființă la București.

## Distincții
- Medalia Muncii (21 decembrie 1956) „pentru merite deosebite în muncă, cu prilejul celei de a 10-a aniversări a Ansamblului Artistic al Uniunii Tineretului Muncitor”[1]
- titlul de Artist Emerit al Republicii Socialiste România (14 decembrie 1966) „pentru realizări deosebite în domeniul artei coregrafice”[2]

## Lucrări publicate
- Poftiți la dans (Editura Tineretului, 1966) Succintă prezentare a dansurilor de curte si manual pentru dansurile de parchet.
- Folclor Coregrafic Românesc (Casa Centrală a Creației Populare, 1969) Culegere antologică de dansuri din marile zone folclorice în colaborare cu Sever Tita.
- Folclor Coregrafic Românesc (Centrul de îndrumare a Creației Populare, 1972) Culegere antologică de dansuri din marile zone folclorice în colaborare cu Sever Tita.
- Povestiri în ritm de dans (Editura Armanis, 2013) Secvențe autobiografice de dans și viață.
- Sistemul de Notare Grafică a Dansului și Mișcării (Centrul Județean pentru Conservarea și Promovarea Culturii Tradiționale „Cindrelul – Junii” Sibiu, 2018) Este folosit în mod curent de coregrafi în România în culegerile de dans (în acest sistem s-au publicat peste 60 de volume de culegeri de jocuri din majoritatea zonelor folclorice). Sistemul este utilizat și în alte țări: Olanda, Suedia, Japonia și Australia.[]
- Pe urmele dansului - Articole nepublicate - (Centrul Județean pentru Conservarea și Promovarea Culturii Tradiționale „Cindrelul – Junii” Sibiu, 2018) Eseu, urmărind însumarea unui mozaic de date, care să deslușească în linii mari evoluția și traseul dansului din Europa în spațiu și timp. În tumultul social actual, când cultura tradițională trece prin schimbări ireversibile, o tentativă de a îndrepta atenția asupra valorilor documentare din arhivele de folclor ale institutelor de specialitate.
- În vâltoarea dansului (Centrul Județean pentru Conservarea și Promovarea Culturii Tradiționale „Cindrelul – Junii” Sibiu, 2020) Sistem de studii de dans de caracter general și caracter românesc, la bară și la centru.
- 11 culegeri de dansuri românești descrise în sistemul de notare grafică și în sistem literar (în limba engleză). Fiecare program este înregistrat pe DVD și conține între 16 și 27 de dansuri culese din aproape toate marile zone folclorice.

## Montări coregrafice pe scenarii proprii

### La Ansamblul artistic „Rapsodia Română”
- Tabloul coregrafic „Dacii”, muzica Florin Comișel
- Tabloul coregrafic „Strada”, muzica Dumitru Capoianu
- Tabloul coregrafic „Pe câmpia muntenească”, muzica Ionel Budișteanu
- Tabloul coregrafic „Govia”, muzica Constantin Arvinte

### La Ansamblul artistic „Ciocârlia”
- Tabloul coregrafic „Se întorc pescarii dobrogeni”, muzica Viorel Doboș
- Tabloul coregrafic „Cloșca cu puii de aur”, muzica Constantin Arvinte

### La Ansamblul artistic „Perinița”
- Tabloul „Datini de primăvară din Sudul Munteniei”, muzica Nicolae Patrichi

### La Casa de Cultură - Ploiești
- Tabloul coregrafic humoristic – „Precum zicea și Caragiale”, inspirat din schițele lui Caragiale, ilustrația muzicală Lucian Ionescu
- Tabloul coregrafic „Cântecele pâinii” - scenariul prezintă obiceiurile agrare de peste an în Prahova, muzica Puiu Drăgan

### La Casa de Cultură a Sindicatelor – Bacău
- Tabloul coregrafic – „Orașul scânteilor galbene” inspirat din creația poetică a lui George Bacovia - Ilustrația muzicală Romeo Chelaru

### La ansamblul profesionist „Cindrelul-Junii Sibiului” - Sibiu
- „Pe firul nesfârșit al vieții”
- „În ritm de vers, de cânt și joc”
- „La Sibiu în Piața Mare, târg de n-are asemănare”
- „De dragoste și de dor”
- „La Hanul cel Mare, pe-a Oltului vale”
- „Păcală și verii săi : Scapin,Till Buhoglindă, Nastratin și Ivan Turbincă” (spectacol montat dar neprezentat)
- „Haiducii cu Jianu-n frunte, nu poate nimeni să-i înfrunte”
- „Șapte mirese și șapte miri din șapte locuri minunate”
- „Mituri și măști, urși și ursari, capre și ciobani în iarna-n Bucovina”
- „Căruța cu ii e plină, Govia poate să vină”
- „Din Dunăre pân-la Prislop în Mehedinți e tot un joc”
- „Jocuri secuiești pe Valea Nirajului”
- „Tablou bulgăresc Daicevo Horo și Râcenița”
- „Jocuri săsești din Agnita, Biertan și Cristian”
- „Obiceiuri de nuntă din Bistrița-Năsăud”
- „Corăgheasca ca la Neamț”

### La ansamblul profesionist „Doina Gorjului” - Târgu Jiu
- „De la naștere la moarte” (ciclul vieții omului în lumea tradițională)
- „Cu Mărginimea la Novaci”
- „O nuntă mare oltenească”
- „Poveste veche dintre munți” (Ritmuri carpatice)
- „Mândrele ca-n Mehedinți și Căluș ca-n Pădureți”

### La ansamblul profesionist „Mureșul” - Târgu Mureș
- „Triptic transilvan”: Călușeriul din Hunedoara, Jocul femeilor de la Crihalma, Jocuri feciorești și Învârtite din Făgăraș
- „Bate sticla cu cisma, ca-n Codru de poți juca”
- „Periplu coregrafic prin Nordul Munteniei”
- „ Alaiul caprei de la Berzunți”

### La ansamblul profesionist „Baladele Deltei” - Tulcea
- „Târgul de Sfântul Gheorghe de la Niculițel”
- „ Cum mai joacă moș Stamate, nu găsești în șapte sate”
- „Când cimpoiul e ca Gaida”(jocuri aromâne din Dobrogea)
- „Alaiul caprei din Berzunți”
- „Nuntă ca pe Valea Șieului”
- „Fluierul la joc te-ndeamnă” (glumă coregrafică)
- „Călușul dobrogean de la Zorile”
- „Când lipovenii ies la joc” (dansuri rusești din Deltă)
- „Ritmuri bulgărești din Nordul Bulgariei”
- „Tablou cu dansuri turcești din Dobrogea”

## Spectacole și coregrafii realizate de Theoder Vasilescu în alte țări
„INTERNATIONAAL FOLKLORISTISCH DANSTHEATER” Amsterdam - Olanda
- „BRUEGEL“- un spectacol muzical-coregrafic inspirat de picturile lui Pieter Bruegel cel bătrân
- „RAPSODIA ROMÂNĂ” - un tablou coregrafic pe muzica Rapsodiei nr. 1 de George Enescu
- „DRĂGAICA și CĂLUȘARII” - un tablou coregrafic cu cele două ritualuri tradiționale românești
- „ÎNTRE CRĂCIUN ȘI ANUL NOU” - dansuri, obiceiuri din satele Bucovinei și Moldovei de Nord
- „OBICEIURI DE NUNTĂ ȘI DANSURI DIN BISTRITA - NĂSĂUD”
- „BABBEL VROUWTJES” ( BÂRFITOARELE)
- „MITURI ȘI MĂȘTI DIN BACĂU”( Alaiul caprei din Berzunți)
- „NUNTĂ ÎN BANAT”
- „CĂLUȘERIUL DIN TRANSILVANIA”
- „JOCUL FETELOR DE LA CRIHALMA”
- „OBICEIUL CĂLUȘULUI ȘI DANSUL CĂLUȘARILOR ÎN VECHIME” – tablou coregrafic de reconstituire a dansului și obiceiului de la începutul secolului XIX.
- SUITĂ DE JOCURI DIN MUNTENIA
- ÎNTÂLNIRE COREGRAFICĂ A FETELOR DIN CRIHALMA CU CELE DIN ROȘIA-BIHOR
- „RITMURI DIN OAȘ”
- „PĂPUȘELELE” – joc tradițional cu măști din Dobrogea

L’ENSEMBLE NATIONAL DE FOLKLORE ,,LES SORTILEGES “ Montreal - Canada
- „RAPSODIA ROMÂNĂ” - tablou coregrafic pe muzica Rapsodiei Nr.1, de George Enescu
- „CARNAVALUL DE IARNĂ DIN MONTREAL” – scenizare coregrafică a momentelor amuzante ale acestui eveniment, care avea loc în Montreal, în fiecare iarnă, la începutul secolului XX .
- „PARCUL SOHMER DIN MONTREAL” - o suită de secvențe coregrafice restaurând atmosfera perioadei de la sfârșitul secolului XIX și începutul secolului XX
- „DANSUL CAPREI ȘI ALAIUL MASCAȚILOR” – scenizarea unui obicei tradițional și a dansurilor din Berzunți, județul Bacău.
- „LA FESTA DE LA VENDEMMIA” – sărbătoarea recoltei – dansuri și cântece care celebrează recolta în regiunile din centrul și din sudul Italiei.
- „UNE SATANEE HISTOIRE DES VIEILLES FORGES” – o poveste coregrafică bazată pe o veche legendă din Quebec.
- „OBICEIURI DE PRIMĂVARĂ ALE FETELOR ÎN MUNTENIA ȘI DANSUL RITUAL AL CĂLUȘARILOR” - două din cele mai expresive dansuri tradiționale din România care includ vestigii ale unor ritualuri antice.
- „DANSUL TRADIȚIONAL AL FETELOR DE LA CRIHALMA” - o reproducere într-o formă coregrafică apropiată dansului de caracter a acestui dans tradițional din Crihalma, în sudul Transilvaniei.
- „GIGA CELOR PATRU ANOTIMPURI” – o coregrafie bazată pe o gigă din Quebec. Se sugerează, prin mișcare și costume, succesiunea anotimpurilor anului
- „O PARTIDĂ DE HOKEY” - o amuzantă coregrafie reproducând prin pași de gigă cele mai caracteristice momente ale unui meci de hockey dintr-o ligă profesionistă.
- „SUITĂ DE DANSURI ȚIGĂNEȘTI” - în jurul șefului de clan țiganii revarsă veselie sărbătorii lor. Ei dansează cu multă pasiune și spirit dansurile lor tradiționale din țările de unde vin : România, Ungaria, Ucraina, Rusia, Moldova.
- „LE CANNOT MAGIQUE” – barca zburătoare – transpunerea coregrafică a unei vechi legende din Quebec, în care diavolul amăgește pe tăietorii de arbori (les boucherons).
- COREGRAFII INSPIRATE DIN CÂNTECELE LUI GILLES VIGNEAULT (faimos cântăreț canadian din Quebec): Le bout du monde, Danse a Saint Dilon, Tam ti delam, I Went to the Market.

„BUDLET FOLKDANCE ENSEMBLE” - Hong Kong
- SUITĂ DE DANSURI DIN MOLDOVA, OLTENIA ȘI TRANSILVANIA
- DANSURI DIN DOBROGEA
- DANSURI DIN OAȘ ȘI MARAMUREȘ
- CĂLUȘARII
- SUITĂ DE DANSURI DIN PRAHOVA

ANSAMBLUL ACADEMIC DE STAT „JOC” - Chișinău - Republica Moldova
- TABLOUL COREGRAFIC CU DANSURI DIN ZONA CODRU

„BALADA” FOLKDANCE ENSEMBLE - Edmonton - Canada
- SUITĂ DE DANSURI DIN DOBROGEA
- SUITĂ DE DANSURI DIN BANAT

„VINOK” PROFESSIONAL FOLK DANCE ENSEMBLE - Edmonton - Canada
- SUITĂ DE DANSURI DIN BIHOR
- DANSURI ȚIGĂNEȘTI DIN MUNTENIA

„PHOENIX” FOLKDANCE ENSEMBLE - Apeldoorn - Olanda
- SUITĂ DE DANSURI DIN MUNTENIA
- SUITĂ DE DANSURI DIN BISTRIȚA-NĂSĂUD
- SUITĂ DE DANSURI DIN MOLDOVA
- SUITĂ DE DANSURI DIN DOBROGEA
- CALUȘARII
- DANSURI DIN BANAT

„KYTKA” FOLKDANCE ENSEMBLE - Oslo - Norway
- DANSURI DIN MUNTENIA
- SUITĂ DE DANSURI MOLDOVENEȘTI

„AMAN” FOLK DANCE ENSEMBLE - Los Angeles, California - SUA
- SUITĂ DE DANSURI OLTENEȘTI

## Coregrafii realizate de Theodor Vasilescu pentru piese de teatru și reviste
LA TEATRUL NAȚIONAL DIN BUCUREȘTI
- Coregrafia piesei „Coana Chirița” de Tudor Mușatescu, regia Horia Popescu
- Coregrafia piesei „Titanic vals” de Tudor Mușatescu, regia Mihai Berechet

LA TEATRUL „ION CREANGĂ” DIN BUCUREȘTI,
LA TEATRUL „EXCELSIOR” DIN BUCUREȘTI și
LA „LE THEATRE DU GROS CAILLOU” DIN CAEN - FRANȚA
- Coregrafia piesei „Snoave cu măști” de Ion Lucian

LA TEATRUL „CONSTANTIN NOTTARA” DIN BUCUREȘTI
- Coregrafia piesei „Unde fugim de acasă?”, pe texte din poeziile lui Marin Sorescu,  regia Magda Bordeianu.

LA TEATRUL „ION VASILESCU” DIN BUCUREȘTI
- Coregrafia revistei „De la București la vale”, regia Nicolae Frunzetti
- Coregrafia revistei „Hanul Melodiilor”, regia Nicolae Frunzetti

LA TEATRUL „CAROL DAVILLA” DIN PITEȘTI
- Coregrafia revistei „Galaxia DO-RE-MI”, regia Constantin Zărnescu
- Coregrafia revistei „Spune-mi unde te pitești”, regia Constantin Zărnescu

## Extrase de presă și publicații
„ LA PRESSE ” de Montreal
„ Un spectacle eclate grace au choregraphe roumain Theodor Vasilescu”
este titlul articolului apărut în numărul din 8 mai 1993 al ziarului „LA PRESSE ” de Montreal , semnat de Anne – Marie Lecompte, referindu-se la spectacolul ansamblului national „Les Sortileges”.
„ Syncoopnieuws ”, revistă de specialitate – Olanda :
„Theodor Vasilescu : fenomenaal icoon van de volksdans”
este titlul articolului din numărul 75 din 2013 al revistei „Syncoopnieuws”, semnat de Radbout Koop.
„ La gazette de Caen ”- Franța
„ Theodore Vasilescou a realise non seulement la choregraphie, mais „la dramaturgie dansee”, a partir des themes populaires ”scrie în „ La gazette de Caen ”, din 17 februarie 1979, criticul de teatru Maurice Pellet referindu-se la coregrafia spectacolului „Snoave cu măști” pus în scenă de Ion Lucian la „ Le Theatre du Gros-Caillou ”din Caen.
CANADA
Extrase din volumul „LA PASSION se la DANSE” care prezintă istoria și activiatea ansamblului national „Les Sortileges” descrise de Jimmy Di Genova, managerul și fondatorul acestuia :
Pag.175
„ Theodor Vasilescu de Bucarest arriva a Montreal le 15 novembre 1991 pour choregraphier La Rapsodie roumaine de George Enescu, evidemment. Pour la premiere fois de leur histoire, Les Sortileges incluaient dans leur repertoire une danse de caractere. Je fis ainsi la connaissance de celui que je considere comme l’un des grands choregraphes de folklore de notre temps et qui allait etre appele a jouer un rol majeur au sein de notre compagnie”
Pag.198
...il a choregraphie magnifiquement pour nous plusieurs pieces quebecoises dont Le parc Sohmer, des chansons de Gilles Vigneault, une Soiree du hockey ainsi qu’une variante, Septembre 1972, et une Satanee histoire des vieilles forges...
Pag.252-253
„Theodor Vasilescu est l’un des grands specialistes du folklore en Europe et jouit d’une reputation internationale... Il est l’un des rares choregraphes en folklore avec Igor Moiseiev a avoir transcende l’ethnie pour faire du folklore une langage universel...
„ Een kwart eeuw kalere passen”- Olanda
„ Un sfert de secol în pași speciali” (1964-1989) - este titlul articolului omagial, publicat în numărul 2 din 1989 al revistei  „Volksdans”, din Amsterdam, sub semnătura coregrafei Therese Laurant. Ea era dansatoare în 1964, pe vremea când Theodor Vasilescu a început colaborarea cu Internationaal Folkloristisch Danstheater din Amsterdam
Revista „ BALET ”- România
„Theodor Vasilescu îmbină în aranjamentele sale scenice rigoarea cercetătorului cu fantezia artistului, cultivând autenticitatea creației populare în forme de măiastră ținută”
Extras din articolul semnat de criticul Dan Brezuleanu în revista BALET Nr. 7 din 1984.